# 하부르군트
하부르군트 또는 시스쥐라 부르고뉴(Bourgogne cisjurane)는 오늘날의 프랑스 남동부에 있던 왕국이다. 하부르군트라는 이름은 론강의 하류 유역을 영토로 하였기에 상류에 있던 상부르군트와 대비시켜 붙은 것이고, "시스쥐라"라는 표현은 쥐라 산맥을 기준으로 더 가까운 쪽에 있다는 이유로 붙은 이름이다.
하부르군트의 역사는 비엔 백작 프로방스의 보소를 비롯한 이 지역 귀족들이 879년 카롤링거 왕조와 단절하면서 시작되었다. 이후 수시로 이탈리아로의 영토 확장을 꾀하다가 세력이 쇠하자 933년 상부르군트 왕국과 합쳐져 아를 왕국을 형성하였다.
당시 하부르군트의 국경은 남쪽으로는 지중해, 남서쪽으로는 셉티마니아, 서쪽으로는 아키텐, 북쪽으로는 상부르군트 왕국, 동쪽으로는 제정 이탈리아 왕국과 접하였다.